# Zbigniew Wawer
Zbigniew Wawer (ur. 17 marca 1956 w Warszawie zm. 12 grudnia 2022 tamże) – polski doktor habilitowany, profesor Politechniki Koszalińskiej, historyk specjalizujący się w dziedzinie historii Polskich Sił Zbrojnych na Zachodzie w okresie II wojny światowej i producent filmowy, varsavianista. Był autorem książek, artykułów i filmów dokumentalnych. Od 1 października 2011 był profesorem nadzwyczajnym w Instytucie Polityki Społecznej i Stosunków Międzynarodowych Politechniki Koszalińskiej.

## Życiorys

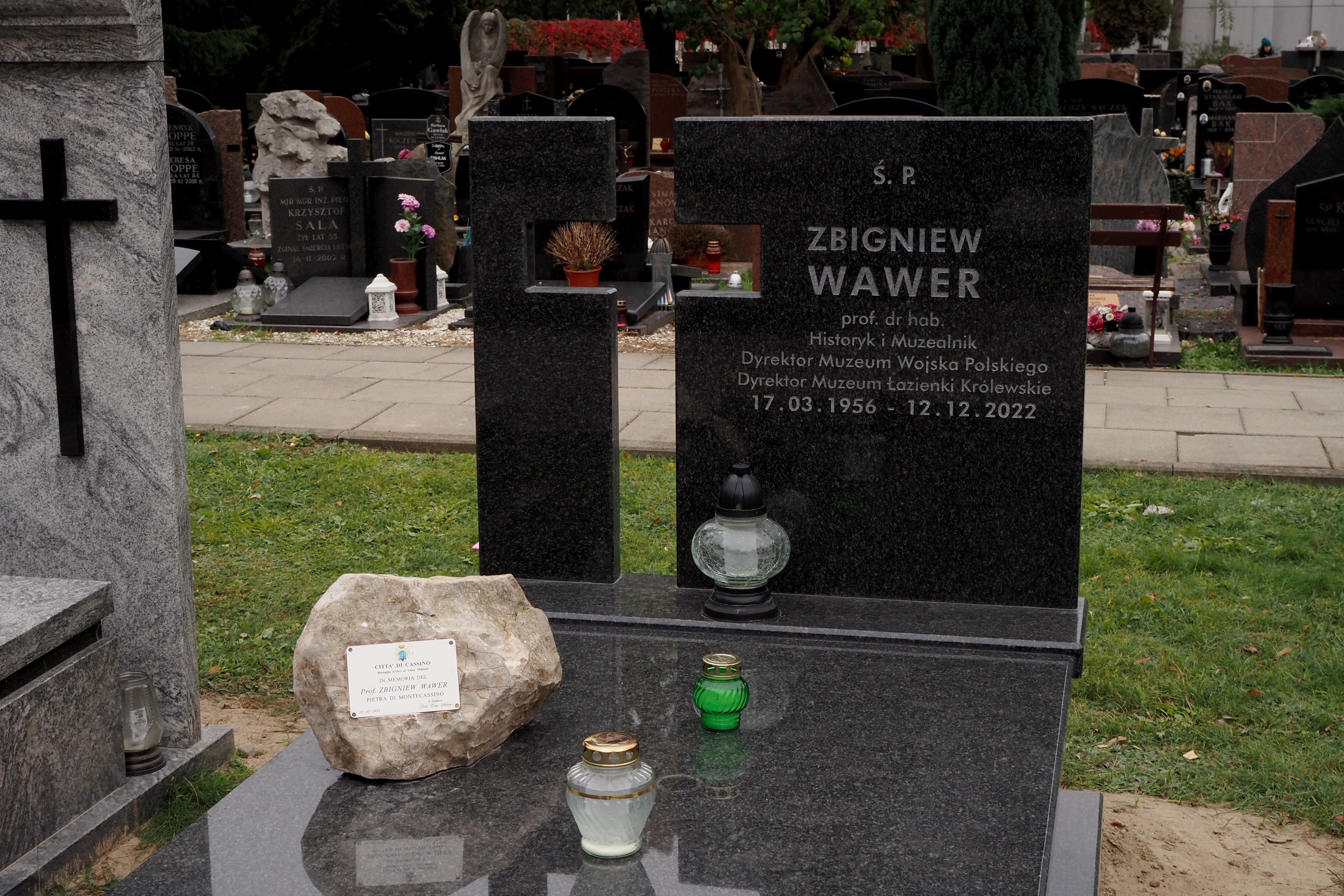
Grób Zbigniewa Wawra w Alei Zasłużonych na cmentarzu Wojskowym na Powązkach w Warszawie

Syn Jana i Lubomiry. W 1975 ukończył L Liceum Ogólnokształcące im. Ruy Barbosy w Warszawie. W latach 1975–1979 studiował historię na Wydziale Historycznym Uniwersytetu Warszawskiego, obronił pracę magisterską pt. 11 Karpacka Dywizja Piechoty w kampanii wrześniowej 1939, napisaną pod kierunkiem Tadeusza Jędruszczaka. W 1980 został przyjęty na studia doktoranckie w Instytucie Historii Polskiej Akademii Nauk w Warszawie. Od 1980 prowadził badania naukowe w Archiwum Instytutu Polskiego i Muzeum im. Gen. Sikorskiego, w Instytucie Marszałka Piłsudskiego oraz w Studium Polski Podziemnej w Londynie. W 1988 uzyskał stopień doktora nauk humanistycznych. W latach 1985–2001 był pracownikiem Instytutu Historii PAN w Warszawie. Od 1991 był stałym współpracownikiem Telewizji Polskiej S.A. W okresie od czerwca 1992 do września 2011 zrealizował kilkadziesiąt filmów dokumentalnych oraz kilkaset programów historycznych: dla 3 Programu TVP, dla TVP Info, Działu Form Dokumentalnych II Programu TVP, Redakcji Artystycznej II Programu TVP, Naczelnej Redakcji Programów Wojskowych TVP, dla Oddziału Warszawskiego TVP S.A.; dla Discovery Channel oraz dla Departamentu Społeczno-Wychowawczego Ministerstwa Obrony Narodowej. 6 grudnia 2010 uzyskał stopień doktora habilitowanego nauk humanistycznych w zakresie historii.
W 2011 był organizatorem międzynarodowej konferencji „Tobruk 1941” z udziałem historyków z Niemiec, Włoch, Słowacji, Czech. W tym samym roku ukazała się praca w języku polskim i angielskim „Tobruk 1941”.
Od września 2012 do 19 września 2016 był dyrektorem Muzeum Wojska Polskiego. 1 marca 2017 Minister Kultury i Dziedzictwa Narodowego powierzył mu pełnienie obowiązków dyrektora Łazienek Królewskich w Warszawie. 1 stycznia 2018 powołany został przez wicepremiera, ministra kultury prof. Piotra Glińskiego na pięcioletnią kadencję i objął stanowisko Dyrektora Muzeum Łazienki Królewskie w Warszawie, powstałego z połączenia dotychczasowych placówek Muzeum Łazienki Królewskie i Muzeum Łowiectwa i Jeździectwa w jedną instytucję. Od 7 lutego 2018 był członkiem Rady przy Muzeum II Wojny Światowej w Gdańsku. 
Zmarł 12 grudnia 2022 roku po walce z chorobą nowotworową. Uroczystości pogrzebowe o charakterze państwowym z ceremoniałem wojskowym odbyły się 29 grudnia 2022 roku. Po mszy świętej w katedrze Polowej Wojska Polskiego został pochowany na cmentarzu Wojskowym na Powązkach (kwatera F V-Aleja Zasłużonych-8).

## Dorobek naukowy i popularnonaukowy

### Pozycje książkowe
- The Polish Formations in Spain 1808–1812, Helsinki 1988 s. 18.
- Katalog odznak rozpoznawczych, odznak honorowych i pamiątkowych Polskich Sił Zbrojnych. Białystok 1990 (współautor) s. 30.
- Przechodniu. Powiedz Polsce... Narvik – Tobruk – Monte Cassino – Falaise, Warszawa 1991 Arkady (współautor) s. 200. ISBN 83-213-3554-3.
- Passerby, Tell Poland... Narvik – Tobruk – Monte Cassino – Falaise, Warszawa 1991 Arkady (współautor) s. 200. ISBN 83-213-3585-3.
- Organizacja polskich wojsk lądowych w Wielkiej Brytanii 1940–1945, Warszawa 1992 Autor, IH PAN, Bellona s. 250. ISBN 83-11-08218-9.
- Bitwa o Monte Cassino 1944, Warszawa 1994 Bellona s. 96. ISBN 83-11-08311-8.
- Władze RP na Obczyźnie podczas II wojny światowej 1939–1945. Praca pod red. Z. Błażyńskiego, T. 1. Londyn 1994 Polskie Towarzystwo Naukowe na Obczyźnie, s. 455–524.
- 3 Dywizja Strzelców Karpackich w kampanii włoskiej 1944–1945, Białystok 1994 Ośrodek Badań nad Historią Wojskowości s. 48. ISBN 83-86232-40-4.
- Wojsko Polskie w II wojnie światowej, Warszawa 1995 Bellona, s. 135–186; 200–215.
- Znów w polskim mundurze. Armia Polska w ZSRR sierpień 1941 – marzec 1942, Warszawa 2001, nakład autora s. 332. ISBN 83-86891-71-8.
- Wojsko Polskie w II wojnie światowej, Warszawa 2005, Bellona, redakcja naukowa oraz autor tekstów, s. 151–202, 223–253. ISBN 83-11-10119-1.
- Polacy na frontach II wojny światowej. The Polish on the Second World War Fronts, Warszawa 2005, Bellona, s. 26–70. ISBN 83-11-10163-9.
- Polish Forces In Defence of the British Isles 1939–1945, London 2006, współautor, The Polish Army as part of the Defence Forces of Scotland 1940–1945, s. 92–107.
- General Władysław Anders. Soldier and Leader of the Free Poles in Exile, London 2008, PUNO, współautor, s. 55–76.
- Monte Cassino 1944, Warszawa 2009, Bellona, s. 304.
- Monte Cassino. Walki 2 Korpusu Polskiego, Warszawa 2009, Bellona, s. 448. ISBN 978-83-11-11519-4.
- Od Buzułuku do Monte Cassino. From Buzuluk to Monte Cassino, Warszawa 2009, ZP, s. 160. ISBN 978-83-61529-22-4.
- Losy Polski i Polaków w okresie II wojny światowej, Warszawa 2009, Bellona, redakcja naukowa oraz autor tekstów, s. 290–370, 410–458.
- Boje polskie 1939–1945. Przewodnik Encyklopedyczny, Warszawa 2009, Bellona, Rytm, autor tekstów.ISBN 978-83-11-1037-3 (Bellona)
- Droga na Monte Cassino w świetle dokumentów sztabowych. Pamiętnik szefa sztabu 5 Kresowej Dywizji Piechoty, opracowanie, przypisy oraz 40 stron tekstu naukowego, Warszawa 2010, Bellona.
- Tobruk 1941, s. 160, Warszawa 2011, Bellona. (polsko-angielskie) ISBN 978-83-11121-61-4.
- Armia Generała Władysława Andersa w ZSRR 1941–1942, Warszawa 2012 ISBN 978-83-11-12358-8.

### Artykuły
- Legion Polski w Finlandii. [w:] Wojsko Polskie 1914–1922, T. 1. Koszalin 1988. (współautor) s. 157–163.
- Polscy spadochroniarze w Wielkiej Brytanii 1940–1945. 1 Samodzielna Brygada Spadochronowa. Zeszyty Naukowe Muzeum Wojska w Białymstoku 1988 s. 56–91.

- Projekty organizacji polskiej wielkiej jednostki pancernej w Wielkiej Brytanii 1941 r. „Przegląd Kawalerii i Broni Pancernej” Londyn 1990 nr 133 s. 297–308.
- Formowanie 1 Dywizji Pancernej – trudne początki 1942. Przegląd Kawalerii i Broni Pancernej Londyn 1990 nr 134 s. 373–384.
- O utrzymanie 9 Pułku Ułanów w składzie 4 Dywizji Piechoty. Przegląd Kawalerii i Broni Pancernej Londyn 1990 nr 134 s. 435–437.
- Formowanie 1 Dywizji Pancernej – trudne początki 1943 r. Przegląd Kawalerii i Broni Pancernej Londyn 1990 nr 136 s. 537–549.
- Z dziejów 4 Dywizji Piechoty Wojska Polskiego w Wielkiej Brytanii. Zeszyty Naukowe Muzeum Wojska w Białymstoku 1989 s. 131–146.
- Samodzielna Brygada Strzelców Podhalańskich w kampanii francuskiej 1940. Zeszyty Naukowe Muzeum Wojska w Białymstoku 1990 s. 130–151.
- Posłowie pt. Krótki rys historii Armii Polskiej w ZSRR. [w:] Dywizja Lwów. Wspomnienia żołnierskie z ZSRR i Iraku 1941–1943, Warszawa 1991 PWN

s. I – XIII.
- The Polish Formations in Spain 1808–1812. The specificity of the Polish Tactics. International Commission of Military History No.13, Helsinki 1991 (współautor) s. 95–106.
- 1 Dywizja Pancerna, [w:] Barbarski K., Englert J., Generał Maczek, Londyn 1992 s. 13–16.
- 1 Dywizja Grenadierów. Organizacja Francja 1939–1940. Zeszyty Naukowe Muzeum Wojska w Białymstoku 1994.
- Generał Stanisław Sosabowski, [w:] Barbarski K., Englert J., Generał Sosabowski, Londyn 1996 s. 15–18.
- Naczelny Wódz generał broni Kazimierz Sosnkowski. [w:] Generał Kazimierz Sosnkowski, Warszawa 1997 s. 54–64.
- Drugie natarcie Polskiego Korpusu 18 maja 1944 r. [w:] Bitwa o Monte Cassino 1944, geneza – przebieg – opinie, Konferencja naukowa, T. I, Koszalin 2000, s. 57–75.
- Przygotowania 2 Korpusu Polskiego do bitwy o Monte Cassino, w Boje polskie na zachodzie, Wojskowe Biuro Badań Historycznych, Warszawa 2006, s. 27–36.
- Monte Cassino. Generał Władysław Anders a II natarcie 5 Kresowej Dywizji Piechoty 17–19 Maja 1944 roku, Bitwy generała Władysława Andersa. Studia i materiały do dziejów 2 Korpusu Polskiego, T. 1, Leszno 2007, s. 85–105.
- Polski Słownik Biograficzny – biogramy: Bronisław Prugar-Ketling, Bronisław Rakowski, Konstanty Skąpski, Tadeusz Skinder

## Ordery i odznaczenia
- Krzyż Komandorski z Gwiazdą Orderu Odrodzenia Polski – pośmiertnie, 2022[12][9]
- Krzyż Oficerski Orderu Odrodzenia Polski – 2015[13][14]
- Krzyż Kawalerski Orderu Odrodzenia Polski – 2012[15]
- Medal „Pro Bono Poloniae” – 2018[16][17]
- Medal Honorowy za zasługi dla Żandarmerii Wojskowej – 2013[18]
- Złoty Medal Reipublicae Memoriae Meritum – pośmiertnie, 2023[19]
- Komandoria Missio Reconciliationis – 2014[20]
- Odznaka „Zasłużony dla Warszawy” (nr legitymacji 171) – 11 marca 2002[21]
- Odznaka Honorowa ZAiKS-u – 2013[22]
- Krzyż Komandorski Krzyża Uznania – Łotwa, 2022[23]
- Krzyż Oficerski Orderu Oranje-Nassau – Holandia, 2014
- Krzyż Kawalerski I Klasy Orderu Białej Róży Finlandii – Finlandia, 2018[24]
- Krzyż Kawalerski Orderu Zasługi – Węgry, 2019[25][26]
- Krzyż Zasługi Pierwszej Klasy Orderu Zasługi Republiki Federalnej Niemiec – Niemcy, 2020[27]
- Krzyż Zasługi III klasy Ministerstwa Obrony Estonii – Estonia, 2017
- Nagroda 2022 za cały dorobek naukowy w dziedzinie nauk humanistycznych, społecznych lub sztuki – 2022[28]